# Alida Morberg
Alida Indra Jasmin Morberg, född 30 januari 1985 i Hägersten, är en svensk skådespelare. Hon är dotter till skådespelaren Per Morberg.
Hon har ett förhållande med skådespelaren Bill Skarsgård. Tillsammans har de två barn, en dotter född 2018 och ett barn född 2022.

## Filmografi (urval)
- 2007 – Gangster
- 2010 – Insane
- 2010 – Maria Wern – Stum sitter guden (TV-serie) (2 avsnitt)
- 2011 – Medan du blundar (kortfilm)
- 2011 – Elsas värld (TV-serie) (1 avsnitt)
- 2013 – Rosor, kyssar och döden
- 2014 – Stockholm Stories
- 2015 – Beck – Rum 302 (TV-film)
- 2015 – Solsidan (TV-serie) (1 avsnitt)
- 2018 – Svartsjön (TV-serie)
- 2020 – Amningsrummet (TV-serie)
- 2021 – Agatha Christies Hjerson (TV-serie)
- 2021 – Mer panik i tomteverkstan (TV-serie)
- 2022 – Clark (TV-serie) (1 avsnitt)
- 2022 – North Sea Connection (TV-serie)